# Törökország történelme
Ez a szócikk a modern kori Törökország történelméről szól. Az egykori ókori anatóliai államok történetéhez lásd az Anatólia történelme szócikket.
Az Oszmán Birodalom történelméhez lásd az Oszmán Birodalom szócikket.

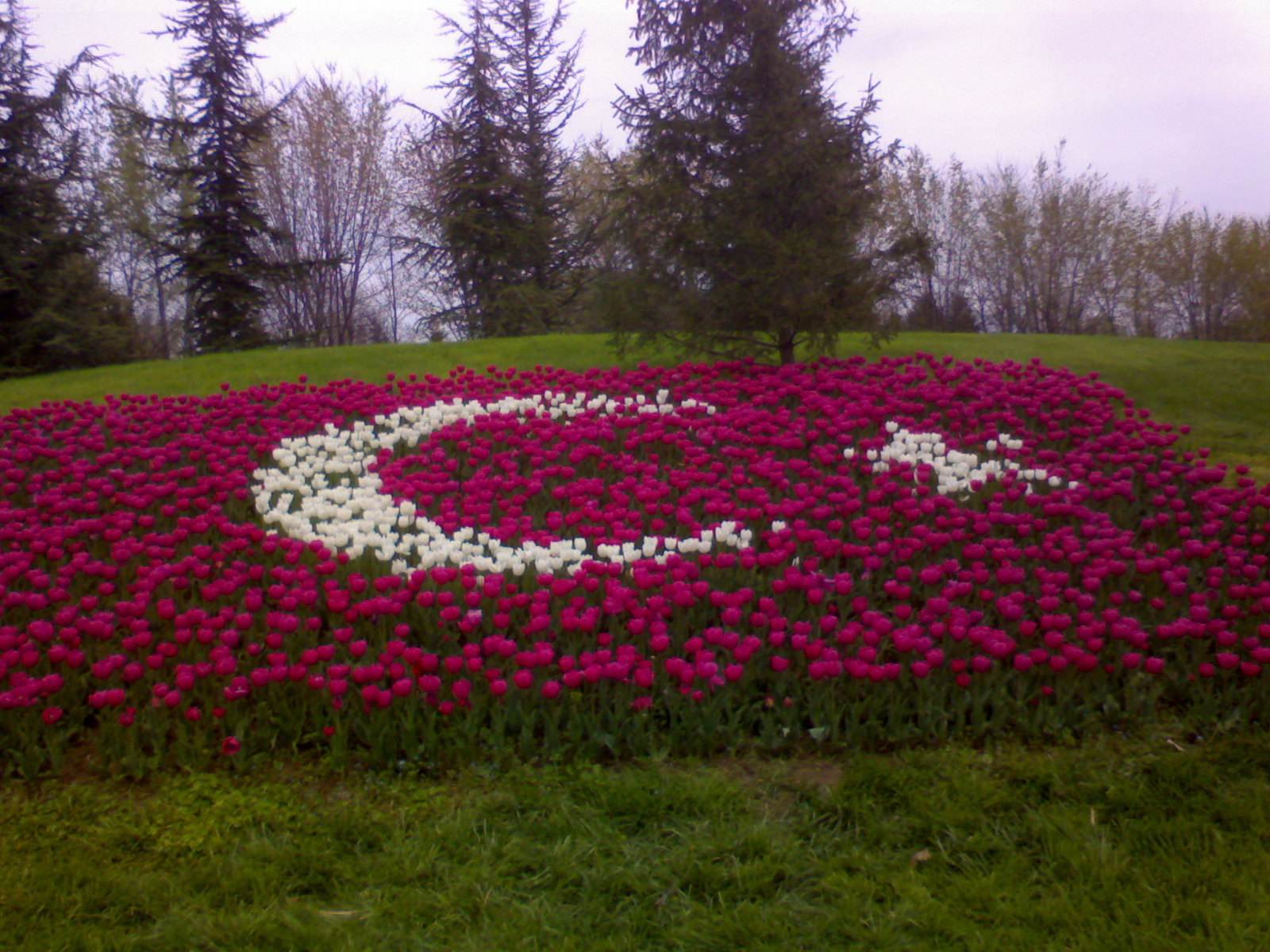
A Török Köztársaság zászlaja tulipánokból

Törökország illetve a Török Köztársaság közvetlen története az első világháborút lezáró Párizs környéki békeszerződésekkel, az Oszmán Birodalom bukásával és a török függetlenségi háború kitörésével kezdődött, s következményeképp 1923. október 29-én kikiáltották a köztársaságot. Az új állam első néhány évtizedében Mustafa Kemal Atatürk pártja, a Köztársasági Néppárt egypártrendszerben kormányzott, később megalakultak az ellenzéki pártok és a török parlament hagyományosnak mondható demokratikus módon irányította az országot. A köztársaság történetében többször fordult elő katonai puccs, amelyek során a török hadsereg magas rangú tábornokai megdöntötték a kormányt, sokszor statáriumot vezettek be, és csak az ország helyzetének stabilizálódása után írtak ki újabb demokratikus választásokat. Jelenleg a konzervatív, iszlámbarát irányvonalat képviselő Igazság és Fejlődés Pártja (AKP) kormányoz, a köztársasági elnök Recep Tayyip Erdoğan, aki egyúttal a miniszterelnöki funkciókat is betölti.

## Az Oszmán Birodalom összeomlása
A Török Köztársaság története az Oszmán Birodalom összeomlásával kezdődik. Az egykor fényes sikereket arató, hatalmas kiterjedésű birodalom a 20. század fordulójára erősen meggyengült, „Európa beteg embereként” emlegették. Az utolsó évtizedekben II. Abdülhamid (1876–1909) abszolutisztikus és pániszlám alapokon nyugvó reformpolitikájával egyre több, nyugati eszmét magáénak valló fiatal értelmiségit és katonatisztet fordított a rendszer ellen.

### Az ifjútörök mozgalom

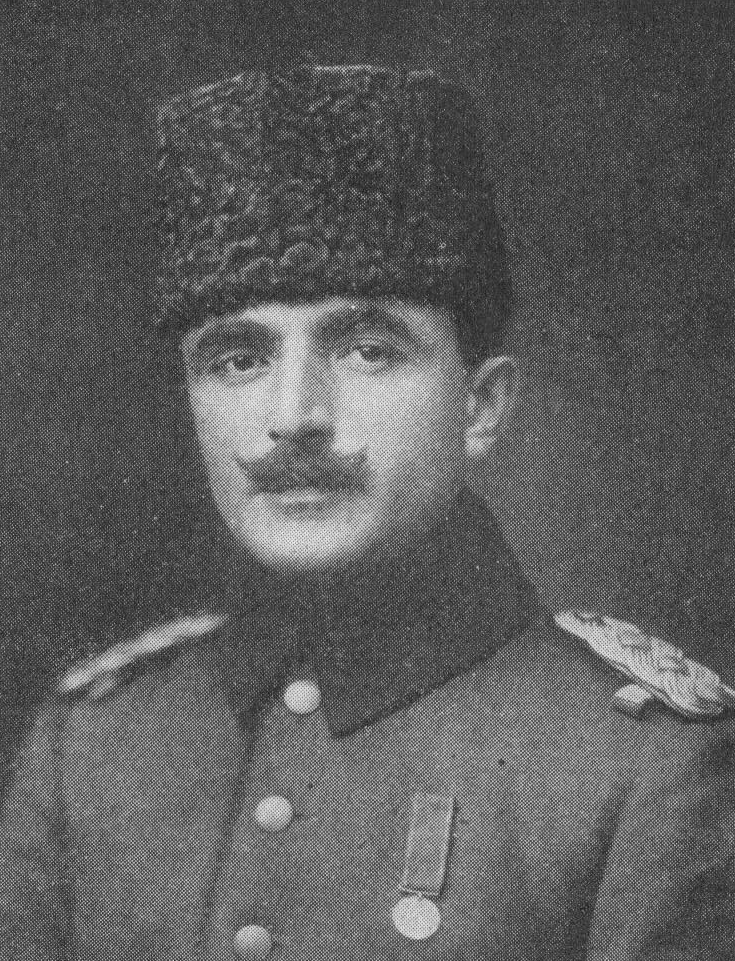
Enver pasa, az ifjútörökök egyik vezetője

Az ifjútörök mozgalom (törökül: Jön Türkler) eredeti célja alkotmányos monarchia kiépítése volt. 1908-tól kis megszakítással 1918-ig tartották kézben az állam irányítását. Hivatalos szervezetük az Egység és Haladás Mozgalma (İttihat ve Terakki Cemiyeti) volt, melynek egy szélsőségesen nacionalista, Talát miniszterelnök (nagyvezír), Enver hadügyminiszter és Dzsemal haditengerészeti miniszter által fémjelzett csoportosulása gyakorolta a tényleges hatalmat. Az ifjútörök forradalom céljai azonban csak részben valósultak meg, köszönhetően Enver pasa pániszlám, diktatórikus elképzeléseinek. Az ifjútörök vezetés határozott az Oszmán Birodalom I. világháborúban való részvételéről a központi hatalmak oldalán, valamint 1915 és 1917 között jelentős számú örmény lemészárlásáért is az ifjútörök kormányt teszik felelőssé.

### Az első világháború
Az első világháború elején az Oszmán Birodalom egy ideig semleges maradt, azonban német oldalról egyre erősebben szorgalmazták a hadba lépést. 1914 augusztusában két német hadihajó, a Goeben és a Breslau behajózott a boszporuszi szorosokba, amit az antant a semlegesség megsértéseként értelmezett. Hogy ezt elkerüljék, a törökök névlegesen „megvásárolták” a két hajót, majd átnevezték őket, bár legénységük és parancsnokságuk változatlanul német maradt. 1914 októberében török hadihajók orosz kikötőket kezdtek támadni, november harmadikán az Orosz Birodalom hivatalosan is hadat üzent az oszmánoknak. A háború alatt Törökország hatalmas veszteségeket szenvedett, Németországból hozott fegyverekkel és felszereléssel harcoltak, többnyire német tisztek vezetésével. Enver nagyra törő, de rosszul megtervezett kaukázusi és egyiptomi hadjárata kudarcot vallott, a törökök legnagyobb sikerüket Gallipoli védelménél aratták, ahol Liman von Sanders tábornok a szoros védelmét egy fiatal ezredesre, Mustafa Kemalra bízta. A törökök 1917 és 1918 folyamán még hadakoztak az új Szovjet-Oroszország ellen, hogy meghódítsák annak török népek lakta területeit, noha előzőleg a török vezetés megígérte Vlagyimir Iljics Leninnek, hogy nem fogják megtámadni a szovjeteket.

### A függetlenségi háború
Az antanthatalmak 1918. október 30-án a mudroszi fegyverletétellel elkezdték megvalósítani azt, amiről korábban titkos egyezményekben állapodtak meg: az Oszmán Birodalom felosztását egymás között. Az első világháborút lezáró Párizs környéki békeszerződésekben ezek a korábban kötött titkos szerződések is érvényesültek. A szövetséges célok között szerepelt David Lloyd George terve, amely egy új görög birodalom megalapítása volt, emellett Nagy-Britannia saját területeket is kívánt szerezni. Arábia, Palesztina, Jordánia és Irak ekkor már az ő befolyásuk alatt állt; ezen felül felügyelni akarták a Boszporusz-szorost is. Olaszország Anatólia déli részét követelte magának az 1917-ben Nagy-Britanniával és Franciaországgal kötött saint-jean-de-maurienne-i egyezmény alapján. A franciák a titkos Sykes–Picot-egyezményben foglaltak szerint Hatayt, Libanont és Szíriát akarták, valamint Délkelet-Anatólia egy részét is szerették volna megszerezni.
A szultán és kormánya helyett Musztafa Kemal tábornok és a török hadsereg más, magas rangú tisztjei kezdték el megszervezni az ellenállást a külföldi hatalmakkal szemben; az erzurumi kongresszuson elkészítették a Nemzeti Egyezmény szövegét, melyben célul tűzték ki az ország török lakta területeinek megtartását, egy új, választott ideiglenes kormány létrehozását és a kapitulációk eltörlését. A sivasi kongresszuson az egyezmény szövegét megerősítették, majd a Török Nemzeti Mozgalom székhelyét a jobban védhető Angorába helyezték át. 1920. március 16-án angol fegyveres erők bevonultak Konstantinápolyba és feloszlatták az utolsó oszmán parlamentet. Vahideddin szultán fetvában istenteleneknek bélyegezte a nemzetieket, megkezdődtek a harcok a szultán serege és a nemzeti sereg között, miközben az ország több területén a fetva hatására zavargások és felkelések robbantak ki a kemalisták ellen. 1920. április 23-án a kemalisták megnyitották a Nagy Török Nemzetgyűlést, ahol elnökké választották Musztafa Kemalt. Az új parlament nem volt hajlandó elismerni a szultáni kormányt, majd miután a szultán képviselője aláírta a sèvres-i békeszerződést, kijelentették, hogy azt nem hajlandóak elfogadni.
Eközben megindultak a görög támadások Bursa és Eskişehir ellen, elfoglalták többek között Edirnét és Konyát is. A háború döntő csatáira İnönünél, Sakaryánál és Dumlupınarnál került sor, a törököknek mindhárom esetben sikerült visszaverni a görög támadást. Az ellenfelet végül visszaszorították az Égei-tengerbe, felszabadítva Bursát és Szmirnát. A sèvres-i békeszerződést végül a lausanne-i konferencián felülbírálták, és kijelölték Törökország határait, melyek többé-kevésbé megegyeznek a mai határokkal. Vahideddin szultánt angol hajón kimenekítették az országból, helyére a kalifátusi székbe II. Abdul-Medzsid ült, ám szultáni rangot már nem kapott, a szultanátust 1922. november 1-jén eltörölték.

## A köztársaság kikiáltása

A török országgyűlés emblémája

Miután a függetlenségi háború véget ért, és a felek megkezdték a tárgyalásokat Lausanne-ban, Musztafa Kemal hozzálátott, hogy véghezvigye a köztársaság bevezetéséhez szükséges intézkedéseket. A konferencia ideje alatt megírta az alkotmány vázlatát, és teljes titokban elküldte igazságügyi miniszterének, Szejjidnek, aki némi apróbb módosítási javaslattal jogi szempontból jónak ítélte. Kemal óvatos lépésekkel, fokozatosan vezette be a köztársaság eszméjét, előbb közeli barátai véleményét kérte ki, majd interjút adott a bécsi Neue Freie Presse újságnak, ahol úgy fogalmazott: Törökország már tulajdonképpen köztársaság, hiszen törvénykezése kimondja, hogy a szuverén török államot az állampolgárok által választott nemzetgyűlés irányítja, csak nevet nem adtak még neki; ez a név pedig a köztársaság.
Bár az akkori török parlament tagjai gondosan válogatott, jobbára fiatal értelmiségiek voltak, a köztársaság ideológiája mindenki számára idegenül hatott, muszlim állam még soha nem szembesült köztársasági eszmékkel. Mind a jobb, mind a baloldal konzervatívjai ellenállással fogadták a javaslatot, egyesek pedig ragaszkodtak hozzá, hogy a köztársaság elnöke a kalifa legyen. Megint mások – közöttük Kemal barátai, Rauf bej és Ali Fuad – felvetették az alkotmányos monarchia ötletét. Voltak olyanok is, akik Franciaország vagy az Amerikai Egyesült Államok mintájára „igazi” demokráciát szerettek volna, de attól tartottak, hogy Kemal néhány dél-amerikai államhoz hasonlóan diktatórikus rendszert akar bevezetni, ami csak nevében köztársaság.
Az ellenállás leküzdéséhez Kemal taktikát változtatott. A hatályos törvények szerint a minisztereket a parlament választotta meg, és két üresen maradt miniszteri tárcára az ellenzék (ami valójában az egyetlen párt, a Köztársasági Néppárt egy frakciója volt) javasolt jelölteket. A jelöléseket pártelnökként Kemal visszautasította, majd utasította saját minisztereit, hogy mondjanak le, és ne fogadjanak el semmilyen posztot egy esetlegesen újraválasztott kabinetben. Így a parlamentnek saját magának kellett összeállítania a miniszterek listáját, amiről Kemal tudta, hogy lehetetlen feladat. Az ország miniszterek nélkül maradt. Kemal és Iszmet pasa átfogalmazta az alkotmányt, amibe bekerült a mondat: „Törökország államformája köztársaság”. A rendszer változtatását is eszközölték: az államfőt a parlament választja, a miniszterelnököt az államfő nevezi ki, a minisztereket pedig a miniszterelnök, a parlament jóváhagyásával, de nem annak kezdeményezésére. A javaslat másnap a parlament elé került, ahol Kemal azzal vezette be mondandóját, hogy a jelenlegi rendszer csúfosan megbukott, hiszen képtelen volt új minisztereket választani. Iszmet felolvasta a módosított alkotmány szövegét, a parlament pedig kénytelen volt elfogadni azt. 1923. október 29-én kikiáltották a köztársaságot, elnökének pedig 158 szavazattal Musztafa Kemalt választották.

## Egypártrendszer

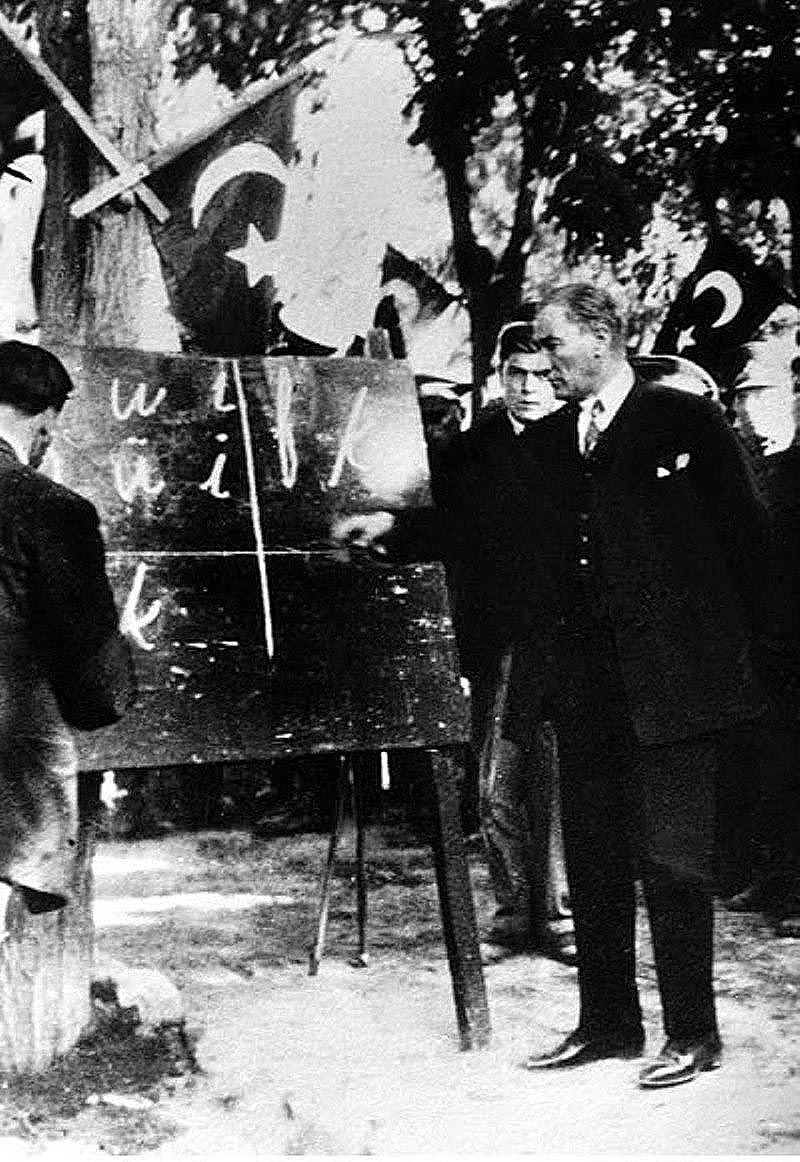
Atatürk az új török ábécét magyarázza Kayseri népének

### 1923–1938: Atatürk

#### Reformok
A török köztársaság első intézkedései egyikeként eltörölték a kalifátust, és sokszor drasztikusnak ható reformokat vezettek be az élet minden területén. Betiltották a vallásos dervisrendeket, megkezdődött az ország teljes szekularizálása, az államot teljesen elválasztották a vallástól. Megreformálták a török nyelvet, áttértek a latin írásra. Javult a nők helyzete, egyenlőséget kaptak mind a törvény előtt, mind pedig a magánélet számos területén, beleértve az öltözködést és az oktatást. Megtiltották a többnejűséget, és nem ismerték el hivatalos házasságnak az iszlám szokás szerint kötött frigyeket. Bevezették a Gergely-naptárat, és a vasárnap lett a pihenőnap. Eltörölték az addig szokásos hivatalos rangokat (pasa, bej), és bevezették a vezetéknév-törvényt.

#### Kemalizmus

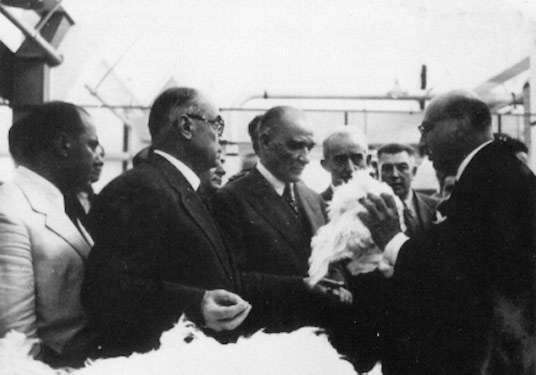
Atatürk egy gyapotgyárban Nazilliben. Az etatikus gazdaságpolitika keretében az állam felügyelte az ipar fejlesztését

1931-ben a Köztársasági Néppárt programjában rögzítették a kemalizmus hat alappillérét („hat nyíl”), melyet 1937-ben az alkotmányba is belefoglaltak. Ezek:
- republikanizmus: az Oszmán Birodalom szultanátusával szemben a köztársasági rendszer bevezetése
- popularizmus: a nemzeti érzelmek megerősítése, a „nép érdeke előbbre való bármely osztály-vagy csoportérdeknél”,[8] az osztályok létezésének tagadása, minden olyan politikai irányzat (például kommunizmus) szigorú tiltása, mely osztályokra alapoz
- etatizmus: az állam határozott szerepet tölt be a gazdaság irányításában
- forradalmiság (reformizmus): a reformprogramban előírt változtatások megvalósítása az állam irányításával
- nacionalizmus: új nemzettudat kialakítása
- szekularizmus: az állam és a vallás kettéválasztása, a vallás teljes kiirtása a közéletből[8]

#### Ellenállás a reformokkal szemben
Az atatürki reformok néhol annyira radikálisak voltak, hogy az államfő saját barátainak és támogatónak többsége is visszarettent tőlük, sokan oszmán méltóságok, tisztek leszármazottai voltak, akik számára túlságosan gyorsan történtek a változások, és nem tudtak teljesen egyetérteni a múlttal való gyökeres szakítással. 1924-ben megalakult a Haladó Köztársasági Párt, 25 nemzetgyűlési képviselővel, akik követelték, hogy a köztársaság tanúsítson nagyobb türelmet az iszlámmal szemben, és lassítsa le a reformokat. A demokratikus országrend stabilizálása érdekében 1930-ban Musztafa Kemal rábeszélte barátját, Ali Fethit, hogy alapítsa meg a Szabad Köztársasági Pártot, amelyhez Atatürk kérésére több képviselő is csatlakozott. Az elégedetlenkedők megnyugtatására alapított ellenzék azonban a vártnál nagyobb támogatottságot kapott a helyhatósági választásokon, bár a hatóságok durván akadályozták a képviselőiket munkájukban. Az atrocitások miatt Fethi a belügyminiszter megkövetését kérte, de leszavazták.
Ugyanebben az évben újabb zavargás robbant ki, ezúttal az İzmir melletti Menemen városkában. Kábítószer befolyása alatt álló dervisek egy csoportja az iszlám zászlaját hordozva követelte az iszlám törvények visszaállítását, a megfékezésükre küldött katonák közül többet brutális módon megöltek, parancsnokukat lefejezték és fejét zászlórúdra tűzve őrjöngtek. Statáriumot vezettek be, több mint 200 embert letartóztattak, 27 vádlottat kivégeztek.
Flesch István meglátása szerint, bár kísérletek történtek a többpártrendszer bevezetésére, Atatürk úgy látta, hogy „a pártvezetők szubjektív szándékaitól függetlenül ezek a parlamenti tömörülések igen könnyen a »reakció«, vagyis a vakhit és a szeparatizmus terjesztésének melegágyává, a reform ellenzőinek védőbástyájává válnak”, így önkényes eszközökkel, egypártrendszerben volt kénytelen irányítani az országot.

#### Külpolitika
Az újonnan alapított köztársaság külpolitikáját 1945-ig az óvatos és józan gondolkodásmód jellemezte, Atatürk híres mondásával: „Béke otthon, béke a világban”. A frissen elnyert szabadságot igyekeztek megóvni, így a kormány kereste a kapcsolatot a szomszédos országokkal és nagyhatalmakkal egyaránt. Barátsági szerződést kötöttek a Szovjetunióval, jó viszonyt ápoltak Irakkal, Afganisztánnal és az Atatürköt példaképének tekintő Reza Pahlavi perzsa sahhal is (szaadábádi szerződés, 1937).
A nyugati országokhoz való közeledést Törökországnak azon politikája alapozta meg, mely szerint támogatták a status quót és a nyugati államokhoz hasonlóan ellenezték Németország és Olaszország területi revíziós követeléseit, annak ellenére, hogy korábban baráti kapcsolatokat ápoltak az olaszokkal. A fasizmus terjedésétől való félelem volt az, ami Róma ellen fordította a törököket. Görögországgal is sikerült jó kapcsolatokat kiépíteni, 1930-ban Venizelosz államfő látogatást tett Ankarában, 1931-ben İnönü viszonozta a gesztust Athénban, Venizelosz pedig 1934-ben Nobel-békedíjra jelölte Atatürköt. Ugyanebben az évben Görögország, Jugoszlávia, Románia és Törökország megkötötték a Balkán-paktumot, melyben megegyeztek, hogy megvédik egymás határait egy esetleges támadás esetén. A nyugathoz való közeledés egyik jeleként Törökország 1932-ben tagja lett a Népszövetségnek. 1926-ban a törökök elvesztették az angolokkal szemben Moszulra támasztott igényüket. 1936-ban rendeződött végleg a viszony az Egyesült Királysággal, VIII. Eduárd király tett látogatást az országban. 1939-ben a franciák átadták a törököknek az általuk igazgatott szíriai mandátumterületből İskenderun és Antakya vidékét, Hatay tartományt.

### 1938–1950: İnönü

#### A második világháború

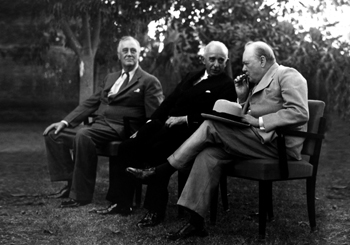
Roosevelt, İnönü és Churchill a második kairói konferencián, 1943

Atatürk halála után a köztársaság második elnöke İsmet İnönü, Atatürk harcostársa lett, akit a miniszterelnöki székben Celal Bayar követett. İnönü az atatürki eszmék szerint, de jóval józanabbul, kiegyensúlyozottabban és türelmesebben kormányozott, igyekezett megőrizni a kivívott reformokat és helyreállítani a gazdaságot az 1929-es gazdasági válság után.
Az ankarai kormány Németországgal és Olaszországgal is igyekezett jó kapcsolatokat ápolni, nehogy esetleg azok ketten támadást intézzenek ellene a közel-keleti olaj megszerzése végett. A törökök a németek számára több ízben szállítottak olajat, de Hitler úgy gondolta, hogy Törökországnak aktívabb közreműködést kellene vállalnia. Törökországnak olyan esetleges szerepe lett volna, hogy közös török-olasz-német akció keretében behatolnának Irán, Irak, Szíria, Libanon és Palesztina területeire, hogy azokat mandátumként birtokló briteket és franciákat kikergessék onnan.
1939-ben azonban, amikor Hitler megszállta Csehországot, Törökország igyekezett kapcsolatot keresni a nagyhatalmakkal, mindazonáltal İnönü határozott szándéka volt, hogy országa végig semleges maradjon a harcok folyamán. Nagy-Britannia és Franciaország is szövetségeseket keresett, a Szovjetunió pedig már korábban barátsági szerződést kötött a törökökkel. Májusban megszületett egy török-brit megállapodás a Földközi-tenger védelméről. A nem sokkal később bejelentett német-szovjet megállapodás elhidegítette a szovjet-török kapcsolatokat, melyhez nem csak a paktum, de az is hozzájárult, hogy a szovjetek követelték a Boszporusz török felügyeletét szavatoló montreux-i megállapodás revízióját.
İnönü veszélyes vizeken lavírozva, hol az egyik, hol a másik félnek ígérgetett, mindkét oldalról kapott fegyvereket és kölcsönt, de minden csatlakozási felhívásra azzal válaszolt, hogy országa katonailag nincs felkészülve a hadviselésre. Az ország megosztott volt, a pántörök eszméket pártolók az erősödő német győzelmek hatására egyre inkább németbarát politikát követeltek. A liberálisok nyugati győzelemben reménykedtek.
1941-ben a Szovjetunió megtámadásakor deklarálta a semlegességet, de fennállt a lehetősége, hogy a török hadsereg megtámadja a szovjeteket délről, elfoglalja a kaukázusi szovjet köztársaságokat és csatlakozik Sztálingrád ostromához. Azt azonban a török vezetés igen hamar felmérte, hogy ha a németek elvesztik a háborút, akkor az amerikaiak, franciák, szovjetek és angolok bevonulnak Törökországba, s akkor valóra válhat mindaz, amit a szövetségesek még az első világháború után elterveztek: Törökország felosztását.

Az ENSZ alapítása

Az 1943-as kairói konferencián Churchill és Roosevelt fokozták az İnönüre gyakorolt nyomást, azzal fenyegetőztek, hogy Törökország a háború után magára maradhat a Szovjetunióval szemben, ha sokáig halasztgatja a hadviselést. 1945. február 23-án Törökország hadat üzent Németországnak és Japánnak, így jogot nyert arra, hogy az ENSZ egyik alapító tagja legyen. Márciusban a Szovjetunió bejelentette, hogy nem kívánja meghosszabbítani a törökökkel 1925-ben kötött barátsági szerződést. Sztálin feltétele a meghosszabbításhoz többek között szovjet támaszpontok kiépítése, és a Boszporusz közös török-orosz felügyelete volt. Törökország 1947-ben a Marshall-terv bevezetésével aktív segítséget kapott az Egyesült Államoktól a Szovjetunióval szemben. Bár a világháború során Törökország semlegességét a szövetségesek nem nézték jó szemmel, a háború végeztével szükségük volt a Szovjetunióval szemben stratégiailag fontos pozíciót betöltő országra.

#### Gazdaságpolitika
A kemalista politika jórészt a városi lakosságnak és a nagybirtokosoknak kedvezett, a lakosság csaknem 80%-át kitevő kisparasztok életszínvonala azonban nem emelkedett, ami elégedetlenséget váltott ki İnönü kormányzatával szemben. Bár a villamosenergia-termelés megtízszereződött, jobbára csak a városok tapasztalhatták előnyeit. Nemcsak a parasztok, hanem még a kemalista rendszert támogató tisztviselők és értelmiségiek is elégedetlenek voltak, elvesztették hitüket a rendszerben. A háború ideje alatt a növekvő számú hadsereg fenntartása érdekében az állam a bankópréshez fordult, egyre nőtt az infláció, csökkent a lakosság vásárlóereje. Bevezették a fejadót és megadóztatták a mezőgazdasági termékeket, hogy ellensúlyozzák az inflációt. Alacsonyan tartották a mezőgazdasági termékek árát, és 1945-ben megkezdődött a földosztás, mellyel a földdel nem, vagy csak kevéssel rendelkező parasztokat akarták segíteni. Mindez a kormány ellen fordította a nagybirtokosokat is. A földosztásról szóló rendeletet heves vita előzte meg, melynek során a „négyekként” ismert Adnan Menderest, Celal Bayart, Mehmet Fuat Köprülüt és Rıfat Koraltant kizárták a Köztársasági Néppártból, akik szinte azonnal megalapították a Demokrata Pártot.

## Többpártrendszer

### Az első szabad választások, 1950
1948 és 1950 között a Marshall-terv keretében Törökország 200 millió dollárnyi segélyt kapott és tagja lett az OECD-nek. Amerika stratégiai fontosságúnak tartotta a Törökországgal való jó viszonyt, Törökország pedig úgy vélte, csak akkor lelhet igazi szövetségesre az USA személyében, ha az amerikaiak által oly fontosnak tartott valódi demokráciát is magáévá teszi. Ennek jegyében 1950. május 15-én megtartották az első szabad, titkos szavazáson alapuló választásokat, melyet 408 képviselői székkel a Demokrata Párt (DP) nyert meg, legyőzve a csupán 69 helyet kapott Köztársasági Néppártot (CHP), İnönü pártját. A legnagyobb csapás a CHP számára az volt, hogy a DP a fejlett, általában kemalistának tartott nagyvárosokban is győzni tudott, jelezve, hogy az emberek mennyire elégedetlenek voltak a vaskezű egypártrendszerrel. İnönüt magas rangú katonatisztek környékezték meg, és felajánlották, hogy katonai hatalomátvétellel visszaadják a hatalmat a kemalisták kezébe. İnönü nemmel válaszolt, és elfogadta szerepét az ellenzék vezetőjeként.
Az új államfő Celal Bayar, a miniszterelnök pedig Adnan Menderes lett. A DP nagyrészt folytatta a CHP politikáját, és megkezdődtek a vallásos tömegek érdekeit védő enyhítő intézkedések. A müezzin választhatott, hogy törökül vagy arabul szól-e a hívekhez (a köztársaság kikiáltása óta csak törökül szólhatott az ezan), engedélyezték a vallásos irodalom terjesztését és növelték az imam hatip, azaz a vallási iskolák számát, törvényesítették a dervisrendeket. 1951-ben törvény született, mely bűncselekménynek nyilvánította Atatürk emlékének megsértését. 1952-ben az ország tagja lett a NATO-nak. A gazdaságpolitikában a parasztok érdekei érvényesültek, növelték a megművelhető földek számát, hiteleket biztosítottak a gazdáknak. Megkezdődött a fejlesztés, 15 erőművet és 5400 kilométernyi utat építettek, nagyrészt amerikai mérnöki segítséggel. A fejlesztésekhez kölcsönöket vett fel az állam, ami miatt nőni kezdett az infláció.
1953-ban törvényben fosztották meg a CHP-t javaitól, közöttük azoktól a földektől és részvényektől, melyet Atatürk hagyott a pártra, illetve a népházaktól, melyek a kultúra terjesztését szolgálták, és a párt minden ingó és ingatlan vagyonát államosították. Korlátozó intézkedéseket vezettek be az ellenzékkel szemben, többek között ellenőrizték az egyetemeket és a sajtót, valamint a kormánynak jogában állt 25 év szolgálat után nyugdíjazni bármely köztisztviselőt. Ezek a lépések kiélezett harcot eredményeztek Menderes és İnönü között.

### A ciprusi válság kezdetei

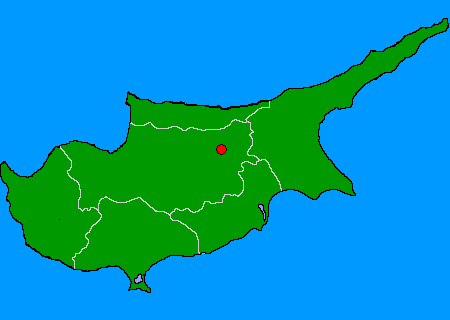
Nicosia városa Ciprus térképén

1954–55-ben nacionalista görögök az EOKA zászlaja alatt, az enozisz (újraegyesülés) jegyében terrorhadjáratot indítottak a Ciprust felügyelő angol kormányzat ellen. A Cipruson élő törökök közül sokan szolgáltak a sziget rendfenntartó szerveinél, és felvették a harcot a támadókkal. A törökök számára egyébként sem lett volna kedvező fordulat, ha az angol gyarmati kormányzást görög fennhatóság váltja fel. Törökországban egyre többen kezdték el hangoztatni, hogy ha az angolok kivonulnak Ciprusról, akkor a sziget nem a görögöket, hanem a törököket illeti, hiszen ők voltak kénytelenek lemondani róla 1878-ban. A görög és a török külügyminiszter 1955. szeptember elején Londonban ült tárgyalóasztalhoz. A tárgyalások közepette bomba robbant Szalonikiben, Atatürk szülőházában, mely konzulátusi épületként funkcionált. A hírre több török nagyvárosban is zavargások törtek ki, a feldühödött nép betörte a görög boltok kirakatait, házakat, templomokat fosztottak ki és tettek tönkre, 13–16 görög életét vesztette, többen megsebesültek, a rendőrség pedig nem avatkozott közbe. Ankarában, Isztambulban és İzmirben statáriumot hirdettek, a Demokrata Párt két csoportra szakadt, a liberális DP-tagok kiváltak és megalakították a Szabadságpártot (HP). 1959-ben döntés született Ciprus sorsáról, a felek a függetlenség mellett határoztak és közös török–görög irányítást terveztek.

### Az 1960-as katonai puccs
Amikor Menderes Londonba utazott, hogy aláírja a ciprusi szerződést, gépe közel a reptérhez lezuhant. Csodával határos módon a kormányfő túlélte a szerencsétlenséget, amit a törökök isteni jelnek tartottak, és a DP felhasználta az esetet a vallásos többség meggyőzésére. A demokraták elhatározták, hogy végleg leszámolnak az ellenzékkel, ezért bizottságot állítottak fel az ellenzék „felforgató tevékenységének” kivizsgálására. A bizottság felállítását több egyetem jogászprofesszora alkotmányellenesnek minősítette, ellenük fegyelmi eljárást indítottak. Válaszul feldühödött egyetemi hallgatók vonultak az utcákra tiltakozni. A kormány a hadsereget vetette be a diákmegmozdulások feloszlatására. 1960. május 21-én a katonai akadémia hallgatói tiltakozva vonultak végig a fővároson. 1960. május 27-én Cemal Gürsel tábornok vezetésével a hadsereg katonai puccsot hajtott végre. Menderest és Bayart letartóztatták, az ország irányítását a Nemzeti Egység Bizottsága vette át. Az alkotmány megsértésének vádjával több demokrata politikust bíróság elé állítottak, négyszáz parlamenti képviselőt szabadságvesztésre ítéltek. Fatin Rüştü Zorlu külügyminisztert és Hasan Polatkan pénzügyminisztert halálra ítélték és szeptember 16-án felakasztották. Adnan Menderes öngyilkosságot kísérelt meg a cellájában, de megmentették és másnap őt is kivégezték a márvány-tengeri İmralı börtönszigeten. A megmentésükre İsmet İnönü által benyújtott kegyelmi kérvényt elutasították. A három kivégzett politikust csupán 1990-ben rehabilitálták.
A junta alkotmányozó nemzetgyűlést hívott össze, az új alkotmányt, melynek célja az volt, hogy megakadályozza a többségben kormányzó párt visszaélését a hatalommal, 1961 júniusában, népszavazáson fogadták el. A szeptemberben tartott választásokon az Igazságpárt (AP) győzött, második helyen végzett a CHP. Koalíciós kormány alakult, a miniszterelnök İsmet İnönü, a köztársasági elnök Cemal Gürsel lett.

### Ciprus kettészakadása

Az I. Atilla hadművelet, 1974. július 20.

Ciprus 1960-ban önálló állammá vált, melynek elnöke III. Makáriosz érsek, alelnöke pedig a török ciprióta Fazıl Küçük lett. 1963-ban mind a ciprusi, mind a török oldalon olyan események zajlottak, melyek kedvezőtlenül befolyásolták a szigetállam sorsát. A Makáriosz-kormány lépéseket tett a török kisebbség jogainak megnyirbálása érdekében, elvették például a kisebbség vétójogát. A török oldalon İsmet İnönü elvesztette a kormánytöbbséget, ugyanebben az évben Görögországban a baloldali Jórgosz Papandréu került hatalomra, aki nem adta fel a görögök álmait Ciprus csatlakoztatásáról. Karácsony este a görögök megtámadták a szigeten élő törököket. İnönü az angol kormánytól kért segítséget, mivel a ciprusi szerződésben az angolok rendelkeztek a béke helyreállításának jogával, London azonban az ENSZ-hez fordult, az ENSZ pedig leállította a kisebbség ellen elkövetett mészárlásokat. Lyndon B. Johnson amerikai elnök levélben figyelmeztette a törököket, hogy ha megtámadják a ciprusi görögöket, akkor a NATO nem áll ki mellettük. A levelet a felháborodott török vezetés kiszivárogtatta a sajtónak, megkezdődtek az Amerika-ellenes tüntetések. 1964 tavaszán ENSZ-békefenntartók (UNFICYP) érkeztek a szigetre.
1967-ben Görögországban szélsőjobboldali katonai junta került hatalomra, mely tovább bátorította a sziget nacionalistáit. Ebben az időszakban Makáriosz politikája enyhébb volt, sokkal inkább a megbékélésre törekedett, kevésbé erőltette az enoziszt. A katonai juntának mindez nem tetszett, többször is merényletet kíséreltek meg az érsek ellen. Gregoriosz Grívasz megalapította az EOKA-B elnevezésű szervezetet, melynek tagja volt többek között a „törökverőként” elhíresült orvlövész Níkosz Szampszón is, aki Makáriosz helyébe került, amikor 1974. július 15-én a ciprusi nemzeti gárda államcsínyt hajtott végre. Bülent Ecevit miniszterelnök ismét az angolokhoz fordult segítségért, akik megint csak elutasították azt. Mivel a törökök számára elfogadhatatlan volt, hogy Nagy-Britannia és Amerika áldását adja a Szampszón-rendszerre, Ecevit elrendelte a török hadsereg partraszállását, melyet 1974. július 20-án, Atilla hadművelet kódnéven hajtottak végre. Augusztus 14-én egy újabb rohammal sikerült a sziget területének mintegy 40%-át elfoglalniuk, Ciprus kettészakadt. Mindkét oldalon több százezer embernek kellett elhagynia otthonát, és áttelepülni a másik oldalra. A katonai junta összeomlott, Szampszón elmenekült, a sziget két oldalát a zöld vonal elnevezésű demarkációs vonallal választották el, mely ma is 180 km hosszan húzódik, kettévágva többek között Nicosia városát is. 1975-ben a sziget török részének vezetősége kikiáltotta a Török Föderális Államot, majd 1983-ban az Észak-Ciprusi Török Köztársaságot, melyet Törökországon kívül egyetlen ország sem ismert el. Mindezt tetézték azzal, hogy jelenlétüket törökországi bevándorlók betelepítésével igyekeztek erősíteni, így a terület 100%-ban török nemzetiségűvé vált. Az Egyesült Államok embargót rendelt el a Törökországba szállítandó fegyverekre és katonai segélyszállítmányokra, válaszul a törökök több amerikai katonai létesítményt is bezártak az ország területén. Ankara 1964-től kezdve már nem kizárólagosan a nyugati államok barátságát kereste, részben a ciprusi válságban az angolok és amerikaiak görögbarát fellépésének köszönhetően Törökország elkezdte felmelegíteni kapcsolatát a szovjetekkel, akik erőművek, olajfinomítók és alumíniumkohók beruházásait kezdték el az országban.

### Az 1971-es katonai beavatkozás
Az 1960-as katonai hatalomátvétel és a katonai junta uralma után 1965-ben újra szabad választásokat rendeztek Törökországban, melyet Süleyman Demirel Igazságpártja nyert meg abszolút parlamenti többséggel, és aki a hadsereg vigyázó tekintete alatt ült a felakasztott Menderes miniszterelnöki székébe. A sajtó és az egyetemek nagyobb szabadságot kaptak, a gazdaságban pedig bevezették az ötéves terveket (azonban nem szovjet, hanem nyugati mintára). A bruttó nemzeti termék tíz év alatt 7 százalékkal növekedett, az egy főre jutó nemzeti termék évente 3%-kal nőtt. Ezekben az években kezdődött meg a török vendégmunkások beáramlása Nyugat-Németországba, Franciaországba és a Benelux államokba. A kivándorolt törökök segítették az anyaország gazdaságát, a hazatérők pedig a nyugaton szerzett tudással járultak hozzá a fejlődéshez.
A nyugatra vándorlás azonban óriási problémákat is okozott Törökországnak: a Nyugat-Európában természetes jognak számító gyülekezési szabadságot kihasználva az otthon elnyomott török radikális csoportok (kommunisták, politikai iszlamisták és kurd szeparatisták) külföldön kezdtek el szervezkedni. Egyes civil és katonai radikálisok elégedetlenek voltak a tapasztalt fejlődés ütemével is. Az 1968-as franciaországi diáktüntetések hatására Törökországban is forrni kezdett a levegő, a diáktüntetések eldurvultak, jobb- és baloldali diákszervezetek az utcákon csaptak össze. Radikális marxista fiatalok megalapították a Devrimci Gençlik (Forradalmi Ifjúság) elnevezésű szervezetet, tagjai (köztük sok kurd szeparatista) bolgár és szír kiképzőtáborokban készültek a hatalomátvételre. A jobboldalon a radikális katona, Alparslan Türkeş ezredes Nacionalista Cselekvés Pártjának ifjúsági szervezete, az Ülkücü Gençlik (Idealista Fiatalok) kegyetlenkedései híresültek el; a katonai jellegű szervezet tagjait Bozkurtlar azaz Szürke Farkasok néven ismerték. A veszélyessé vált helyzetben a hadsereg megelőző lépésként 1971. március 12-én memorandumot küldött a parlamentnek olyan kormány megválasztását követelve, mely képes azoknak a reformoknak a véghezvitelére, amire a Demirel-kormány képtelen volt. Demirel lemondott, helyére a hadsereg Nihat Erim jogászprofesszort ültette.

### Az 1980-as katonai hatalomátvétel

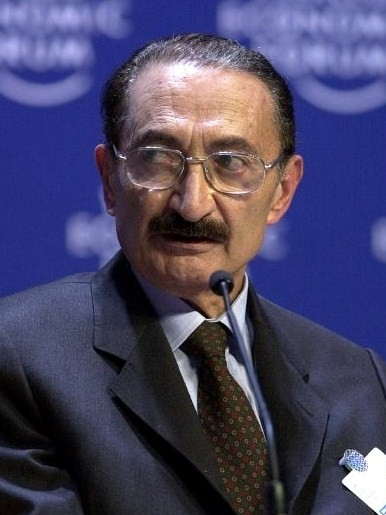
Bülent Ecevit 2000-ben egy konferencián

Nihat Erim rövid életű miniszterelnöksége után egy évig Ferit Melen, újabb egy évig pedig Naim Talu ült a miniszterelnöki székben, az 1974-es választásokat Bülent Ecevit nyerte meg a Köztársasági Néppárt színeiben. Ecevit egyik első intézkedéseként amnesztiát hirdetett a korábban elítélt forradalmárok részére. A kiszabadult radikálisok egy része újrakezdte szélsőséges tevékenységét, megalakult a Dev-Sol (Forradalmi Baloldal), melyből később terrorista DHKP/C (Forradalmi Népi felszabadító Párt/Front) lett. A marxista kurd szeparatisták megalakították a DDKO-t. A szélsőjobboldali Türkeş is visszatért az országba, és a Szürke Farkasok szervezete elkezdett felkészülni a baloldallal való összecsapásra.
A hetvenes évek második felében a szélsőséges szervezetek összecsapásai egyre súlyosabbak lettek. 1977. május 1-jén a Taksim téren szélsőjobboldaliak belelőttek az ünneplő tömegbe, harminckilencen haltak meg. A következő két évben további 1500 emberáldozatot követeltek a szélsőségesek támadásai. 1978-ban Kahramanmaraş városában a Szürke Farkasok és szunnita támadók 105 alevi vallású törököt gyilkoltak meg. Ecevit kénytelen-kelletlen statáriumot hirdetett ki. 1980-ban az áldozatok száma újabb háromezer fővel növekedett. A politikai indíttatású gyilkosságok egyik leghíresebb áldozata a Milliyet újságírója, Abdi İpekçi volt, akinek meggyilkolásával azt a Mehmed Ali Ağcát vádolták, aki egy évvel később rálőtt II. János Pál pápára. Az erőszakhullám végigsöpört az utcákon, már nem csak az egyetemisták, de középiskolások is fegyvert ragadtak, már azért is gyilkoltak, ha valaki rossz újságot olvasott. A helyzetet súlyosbította Ecevit kormányának gazdaságpolitikája, melynek következtében a fogyasztói árak 1979-re 70%-kal emelkedtek. Az ország eladósodott, Ecevit hiába folyamodott további kölcsönökért, 1979 telére elfogytak az olajkészletek, országszerte nem volt fűtés a lakásokban, sőt még a kórházakban sem.

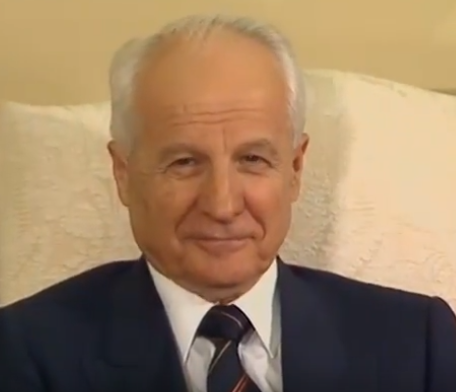
Kenan Evren elnök 1988-ban

Ilyen körülmények között Ecevit elvesztette az 1979-es választásokat, utódja Süleyman Demirel lett, aki azonnal megbízta a korábban a Világbanknál is dolgozó Turgut Özalt egy olyan program kidolgozásával, melynek célja a tönkrement török gazdaság helyreállítása volt. A lírát leértékelték, a gazdaságot megnyitották a külföldi valuta előtt. Megszorító intézkedések következtek, melyek segítségével Özal elérte, hogy a hitelezők átütemezzék a török állam adósságait. Mindezek ellenére a Demirel-kormánynak nem sikerült megfékeznie az erőszakhullámot, ráadásul nem tudtak megegyezni az ellenzékkel a köztársasági elnök személyéről. A hadsereg felszólította a politikusokat, hogy az ország érdekében működjenek együtt. Az ellenzék vezetője, Ecevit ehelyett szónoklatot intézett a munkásokhoz, hogy jöjjenek le az állványokról, „ki a küzdőtérre”. A hadsereg vezetői ezt lázadásra való felbuzdításként értelmezték. 1980. szeptember 12-én a tábornokok felfüggesztették az alkotmányt és átvették a hatalmat.
Az ezt követő három évben katonai junta irányította az országot, a köztársasági elnök Kenan Evren tábornok, a miniszterelnök pedig a junta által választott Bülent Ulusu volt. A hadsereg drasztikus eszközökkel vetett véget az erőszakhullámnak. Mintegy 180 000 embert tartóztattak le, közülük 42 000-et elítéltek, 25-öt felakasztottak, több százezer lőfegyvert koboztak el.
A hadsereg elkészítette az ország valaha volt leghosszabb és legrészletesebb alkotmányát. Az addigi politikai vezetőket, pártvezetőket tíz évre eltiltották a politizálástól, bezáratták a pártok többségét. A szakszervezeteknek, egyetemeknek és minden civil szervezetnek megtiltották a politikába való bekapcsolódást. A tábornokok három új párt megalakítását engedélyezték, ezek egyike volt Turgut Özal Anyaország Pártja (ANAP), mely megnyerte az 1983-as választásokat.

### Turgut Özal elnöksége

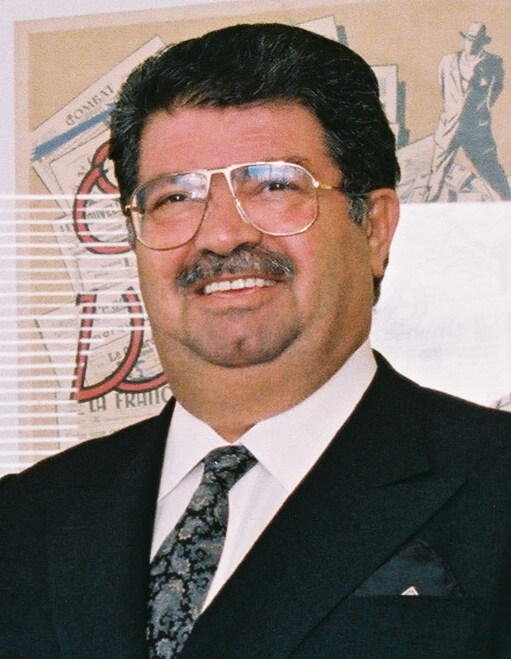
Turgut Özal, 1989

Turgut Özal elnökségét tartják az egyik legfontosabb időszaknak az ország Atatürk utáni történelmében. A még 1980-ban indított gazdasági reformprogramnak köszönhetően a gazdaság évi 7%-os növekedést produkált, hétmilliárd dollárral nőtt az export értéke, csökkent a kereskedelmi deficit, az ország megnyitotta kapuit, és a török gyárak elkezdtek exportra termelni. Özal figyelmét az infrastruktúra fejlesztésére fordította, új erőművek épültek, amik lehetővé tették az elektromos hálózat kiterjesztését a kisebb falvakra, és mindenhová elért a telefonvonal is. 1987-ben Törökország benyújtotta csatlakozási kérelmét az Európai Gazdasági Közösséghez. Az emberi jogok tekintetében is változást hozott a korszak: korábban a junta például megtiltotta a kurd nyelv használatát és a kurd önkifejezés minden formáját, ezt a korlátozást a parlament feloldotta. Özal iszlámbarát kormánya idején egyre több mecset épült, nagyobb szerepet kapott a vallás az iskolai oktatásban és az állami televízió műsoraiban is. Ekkor indult meg a fejkendő-vita is, törvényt hoztak az iskolai kendőviselés engedélyezéséről, Evren azonban az alkotmánybíróság elé utalta a javaslatot, melyet alkotmányellenesnek minősítettek. 1989-ben rendeletileg az egyetemi rektorokra bízták, hogy engedélyezik-e a hallgatóknak fejkendő viselését az egyetem területén.
1989-ben, mikor Kenan Evren tábornok visszavonult, Özalt köztársasági elnökké választották. Elnöksége alatt Özal igyekezett jó kapcsolatot ápolni a török népekkel, gazdasági és kulturális szerződéseket kötöttek, sok ezer azeri, üzbég és türkmén egyetemista érkezett török egyetemekre és viszont. Az összefogásra a berlini fal leomlása, majd a Szovjetunió feloszlása miatt is szükség volt, hiszen a hidegháború végével Törökország katonai stratégiai fontossága is csökkent. Az öbölháború kezdetekor Özal fontosnak tartotta kifejezni, hogy Törökország kiáll NATO-szövetségesei mellett. Lezáratta az észak-iraki Kirkuktól a törökországi Ceyhanig húzódó olajvezetéket, az Irakba irányuló áruforgalmat leállította. Az amerikaiak szabadon használhatták az Adana melletti İncirlik légitámaszpontot, ahonnan Irakot bombázták. Emiatt fennállt a veszély, hogy iraki légierő török városokat vesz célba, ennek ellenére a NATO-szövetségesek – a közvélemény legnagyobb felháborodására – semmit nem tettek a lakosság védelmében, csupán kiselejtezett harci gépeket küldtek.
Özal idejében a gazdaság erősödésével azonban nőtt a korrupció is, aminek a gyors meggazdagodást ígérő szabadkereskedelem, a különböző állami támogatások és az alacsony tisztviselői bérek termékeny talajnak bizonyultak, Özal fia maga is az újonnan megnyitott isztambuli tőzsdén tett szert jelentős vagyonra. Ennek és az öbölháborúnak köszönhetően az 1991-es választásokat Özal pártja elveszítette, és a politikai életbe visszatérő Süleyman Demirel alakíthatott kormányt. Özal, bár látványos eredményeket ért el, gazdaságpolitikájával növelte az ország adósságait. 1993-ban, amikor egyik külföldi útjáról hazatérve Turgut Özal szívrohamban meghalt, az ország adóssága már 56 milliárd dollár volt; tíz év alatt csaknem triplájára növekedett.

### Çiller, Erbakan és a posztmodern puccs

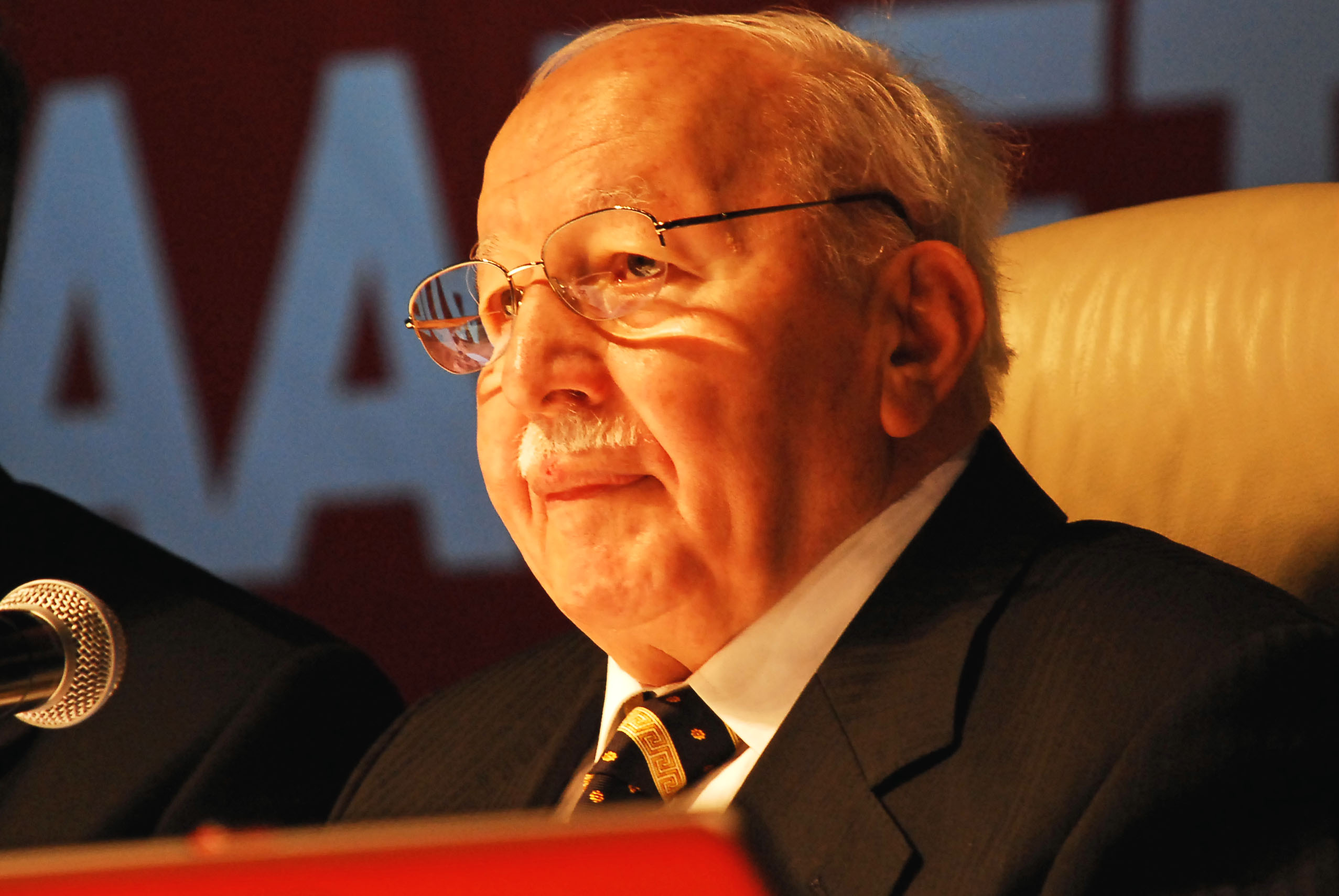
Necmettin Erbakan 2006-ban

1993-ban Demirelt köztársasági elnökké választották, az Igaz Út Pártjának (DYP) új elnöke az Amerikában tanult közgazdászasszony, Tansu Çiller lett, aki a miniszterelnökséget is megörökölte pártfogójától. Çiller koalícióban kormányzott a szociáldemokratákkal (CHP). Miniszterelnöksége ideje alatt szoros kapcsolatokat épített ki a titkosszolgálati szervekkel és a rendőrséggel, akik többször is súlyosan megsértették az emberi jogokat, nem voltak ritkák a célzott gyilkosságok sem, a kurd terrorizmust pedig szigorú megtorlások követték a kelet-anatóliai részeken. Bill Clinton támogatását megnyerve Çillernek sikerült kieszközölnie a vámunió létrejöttét az Európai Unióval, mely 1996. január 1-jén lépett életbe. A CHP kivonta magát a koalícióból, az 1995-ös választásokat pedig az iszlamista Jólét Pártja nyerte meg.
Necmettin Erbakan alakíthatott kormányt koalícióban Çiller pártjával, ám a túlzottan iszlamista miniszterelnök intézkedéseit nem nézte jó szemmel sem a hadsereg, sem az üzleti körök. Ezt követően új koalíció alakult, ezúttal a Haza Pártja (ANAP) és a Çiller-féle DYP között. Ez a koalíció sem volt hosszú életű, köszönhetően a két pártelnök kölcsönös sárdobálásának, így ismét Erbakan került a miniszterelnöki székbe, aki Çillerrel hozott létre új koalíciót, miután megígérte a korrupcióval vádolt közgazdászasszonynak, hogy felfüggeszti gyanús pénzügyeinek vizsgálatát.
1996-ban óriási botrány robbant ki egy Susurluknál bekövetkezett autóbaleset miatt. A kamionnak ütközött luxus-Mercedesben szörnyet halt az ismert bérgyilkos, Abdullah Çatlı, aki mellett az isztambuli rendőrfőnök-helyettes ült. A jármű arról az üdülőhelyről tartott hazafelé, ahol a belügyminiszter is tartózkodott, Çatlınál pedig hivatalos VIP-útlevet is találtak. Mindezek az úgynevezett „mély állam”, azaz a kormány és a rendfenntartó szervek maffiával való kapcsolatára utaltak. Çiller felháborítónak tartotta a feltételezést és végsőkig tagadta a mély állam létezését Törökországban.
Az iszlámbarát kormány túlzottan is valláspártoló rendelkezései és megnyilvánulásai miatt a hadsereg türelme egyre fogyott. Végül 1997. február 28-án a vezérkar egy listát nyújtott át a kormánynak, melyben különböző „tanácsokkal” látták el a török vezetést. A hadsereg leginkább azt követelte, hogy a vallás vonuljon ki a közoktatásból, és vezessék be a kötelező nyolcosztályos általános iskolát az eddigi öt osztály helyett. Erbakan elfogadta a „tanácsokat”, de adott szavát nem tartotta meg. Ekkor a hadsereg szervezésével utcára vonultak a szakszervezetek és az egyetemisták, követelve a kormány lemondását. A hadsereg még egyszer, utoljára figyelmeztette Erbakant, mire a DYP politikusai szép csendben magára hagyták a miniszterelnököt, aki végül lemondott, helyére Demirel Mesut Yılmazt ültette. A hadsereg megkezdte a közélet, az oktatás és az üzleti élet megtisztítását az iszlamista befolyástól. Elbocsátották a „reakciósnak” vélt dékánokat, az alkotmánybíróság betiltotta a Jólét Pártját és eltiltotta Erbakant a politikától. A hadsereg felbontotta a beszállítói szerződését az ország vezető édességgyártó cégével, az Ülkerrel, mert azon cégek között tartották számon, amelyek pénzzel támogatták az iszlamista politikát. Ekkor kapott tíz hónapos börtönbüntetést Törökország későbbi miniszterelnöke, Recep Tayyip Erdoğan, akkor Isztambul polgármestere, amiért vallásos tartalmú versből idézett egyik hivatalos beszéde alkalmával.

### 1999–2002: választások, földrengés, válság

A szavazatok aránya pártok szerint

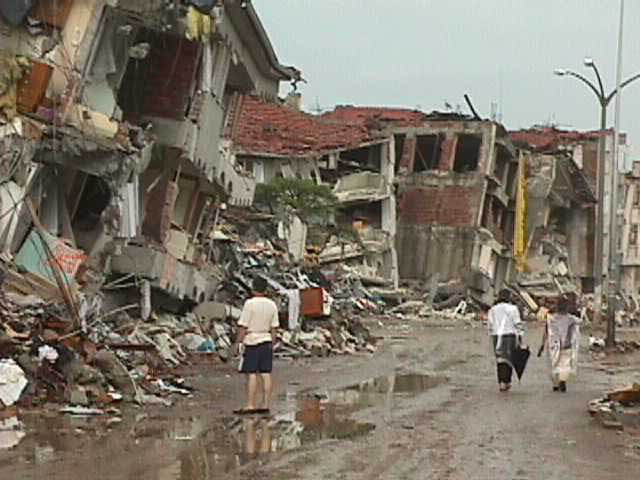
Összeomlott lakóházak az 1999-es izmiti földrengés után

Az 1999-es általános választásokat megelőzően történtek erősen befolyásolták az eredményeket. 1998 szeptemberében Törökország megfenyegette Szíriát, hogy katonai lépésekre szánja el magát, ha nem űzi ki az országból a Kurdisztáni Munkáspárt Törökország által terroristának tartott vezérét, Abdullah Öcalant. Szíria akkori elnöke, Háfez al-Aszad, miután Oroszország támogatására már nem számíthatott, beleegyezett. 1999 februárjában török kommandósok Kenyából hazavitték a görög diplomáciai területen bujkáló, hamis ciprusi görög útlevéllel rendelkező Öcalant és bíróság elé állították. Ez az erős nemzeti érzelmeket felkorbácsoló esemény a nacionalista Bülent Ecevit pártjának, a Demokrata Baloldal Pártjának (Demokratik Sol Partisi, DSP) kedvezett a választásokon. A szavazatok 75%-ával a DSP elsöprő győzelmet aratott, amivel 136 parlamenti széket kapott. A második helyen 129 székkel a szélsőjobboldali Nacionalista Cselekvés Pártja (Milliyetçi Hareket Partisi, MHP) végzett. A Köztársasági Néppártnak (CHP) nem sikerült elérnie a parlamenti küszöböt.
Az új kormánynak Öcalan pere mellett egy sokkal súlyosabb eseménnyel is meg kellett birkóznia. 1999. augusztus 17-én a Richter-skála szerint 7,4-es erősségű földrengés rázta meg İzmit környékét, a rosszul felépített gecekondu-lakóházak kártyavárként dőltek össze, a hivatalos adatok szerint mintegy 17 000 ember halálát okozva. Szakemberek becslése szerint azonban elképzelhető, hogy kétszer ennyien vesztették életüket, a török lakossági nyilvántartás kezdetlegessége és megbízhatatlansága miatt nem pontosak az adatok. Több mint 43 000-en megsérültek, 214 000 lakóépület és 30 500 üzleti célú épület rongálódott meg, 20 000 épület összeomlott. A katasztrófa megmutatta, mennyire elavult és kezelhetetlen a török közigazgatási rendszer. A földrengést követő 24 órán belül szinte semmilyen segítség nem érkezett, még a katasztrófaelhárítás sem mozdult, a tengerészetet nem mozgósították a polgári lakosság megsegítésére, Ankara csupán nyilatkozatokkal igyekezett megnyugtatni a lakosságot. Csak a magán mentőalakulatok siettek a helyszínre, magyar mentőcsapatok is részt vettek a mentésben. Görögország azonnal felajánlotta a segítségét, és nagy mennyiségű segélycsomagot indított útnak, amit azonban a török bürokrácia a határon többször is feltartóztatott, az egészségügyi miniszter pedig kijelentette, hogy Törökországnak nincs szüksége idegen segítségre. Mindezek ellenére a földrengés után mutatott görög segítőkészség közelebb hozta egymáshoz a görög-török kapcsolatokat. A kormány katasztrófahelyzetben mutatott cselekvőképtelensége felbőszítette az embereket, és először fordult elő, hogy az ugyancsak tétlen hadseregre is rázúdult a népharag.
Az Ecevit-kormány idején, 1999. december 10-én az Európai Unió elismerte Törökország jogosultságát a csatlakozásra, és még egy fontos esemény történt: megválasztották elnöknek Ahmet Necdet Sezert, aki korábbi alkotmánybíróként hivatásának tekintette az alkotmányosság védelmét. Sezer korrupcióellenessége 2001. február 19-én botrányt okozott a nemzetbiztonsági tanács ülésén, ahol a köztársasági elnök nyíltan megkérdezte Ecevittől, miért fél magát alávetni a korrupcióellenes vizsgálatnak, talán csak nincs valami rejtegetnivalója? Ecevit magánkívül rohant ki az ülésről, a miniszterelnök-helyettes pedig Sezerhez vágta az alkotmány egy kötetét. Az egyébként titkos ülésen történtekről Ecevit kitálalt a sajtónak, és úgy fogalmazott, hogy válságban van az állam. Ezen kijelentése valóságos gazdasági válságot indított el. A tőzsde összeomlott, a befektetők kivonultak, a líra elvesztette értéke felét. Az emberek bizalma még jobban megrendült, ráadásul a már beteges, a lábán is alig álló Ecevit hallani sem akart arról, hogy lemondjon, vagy hogy ügyvezető miniszterelnököt nevezzenek ki. Pártja fellázadt, sokan az ellenzék soraiba vonultak át, előrehozott választásokat kellett kiírni.

### 2002–: az AKP kormányzása

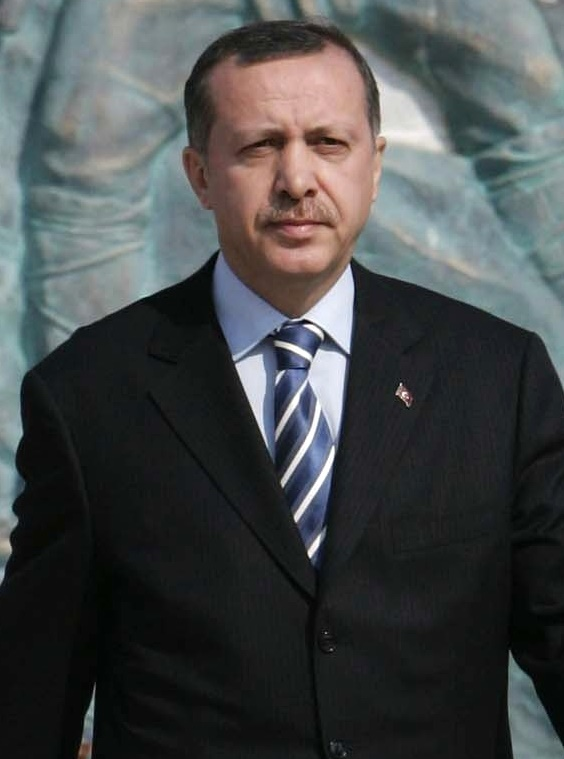
Recep Tayyip Erdoğan

A 2002 novemberében tartott előrehozott választásokon megmutatkozott az emberek elkeseredettsége, a kormány korábbi években tapasztalt politikai és közigazgatási kudarcai miatt érzett dühe. A választásokon a korábban parlamentbe jutott pártot egyike sem tudta átlépni a parlamenti küszöböt, Ecevit pártja a szavazatoknak csupán 1,3%-át tudta megszerezni. Elsöprő győzelmet aratott azonban a fiatal, iszlámbarát Igazság és Fejlődés Pártja (AKP), élén Recep Tayyip Erdoğannal. A párt az 550 fős parlamentben 362 széket foglalhatott el. Egyetlen másik párt tudott még mandátumokat szerezni, a Köztársasági Néppárt. Erdoğan korábbi börtönbüntetése miatt a hatályos törvények szerint nem lehetett parlamenti képviselő, így a parlamenti többséget élvező AKP gyors törvénymódosítással érte el, hogy miniszterelnök lehessen.
Erdoğan kormányzása alatt felélénkült a gazdaság, évi 7%-os növekedést produkált. Megreformálták a bankrendszert, a társadalombiztosítást, a mezőgazdaságot, visszaszorították a pénzromlás mértékét 12%-ra. Bővültek a kurdok jogai, eltörölték a halálbüntetést és a rendőrségi kínzást, csökkentették a hadsereg politikai hatalmát. Reformjai elősegítették az európai uniós csatlakozási tárgyalások megkezdését. A törökök egy része azonban úgy vélte, Erdoğan fundamentalista, aki az iszlám hatalmának visszaállítására törekszik.
A 2007-es választásokat is az AKP nyerte meg, a szavazatok csaknem felét megszerezve, miközben sokan attól kezdtek el tartani, hogy ez a győzelem egyben a törökországi szekularizmus veszélyeztetését is jelenti majd. Miután Sezer elnöki terminusa lejárt, 2007-ben elnökválasztásokat is tartottak, mely az ország egyik legnagyobb vihart kavart eseménye lett. Amikor a kormányzó párt bejelentette, hogy Abdullah Gült jelöli köztársasági elnöknek, több mint egy millió ember vonult az utcákra, zászlókkal és Atatürk-képekkel, azt skandálva, hogy Törökország szekuláris állam, és az is fog maradni. A tüntetések hatására Gül lemondott a jelöltségről, később azonban mégis megválasztották, a tiltakozások ellenére.
A kormány új ciklusában több olyan intézkedést is hozott, ami kiváltotta a szekularizációt támogatók ellenérzését, és heves vitákat váltott ki. Ezek egyike volt a fejkendő-törvény eltörlése, valamint hogy megtiltották a televízióban az alkoholos italok és dohánytermékek fogyasztásának képeit, ami azt jelenti, hogy a filmekben és televíziós sorozatokban kitakarják az érintett képeket.

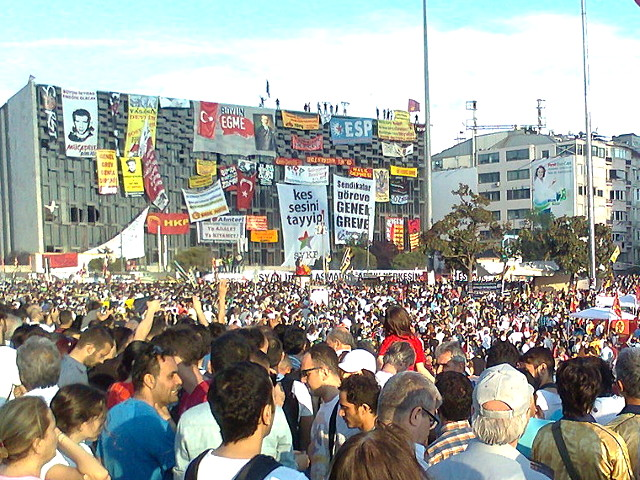
Tüntetők a Taksim téren Isztambulban 2013 nyarán

Az Erdoğan-kormány egyik legjelentősebb gazdasági lépése a Nabucco gázvezeték-projektben való részvétel. A vezeték többek között Azerbajdzsánból és Grúziából, Törökországon át szállítana földgázt Európába, így Magyarországra is. A kormányközi megállapodásokat 2009. július 13-án, Ankarában írták alá a projektet indító államok. 2009 júliusában a kormány bejelentette, hogy kész nyitni a kurd kérdés rendezése felé.
A 2011-es választásokat szintén az AKP nyerte meg, így Erdoğant harmadszor is miniszterelnökké választották. 2011-ben a török gazdaság 8,5%-os növekedést mutatott, ez azonban 2012-re 2,5%-ra zuhant vissza. Gazdasági elemzők szerint az Erdoğan-kormány stratégiája a rövidtávú befektetésekre összpontosít és túlságosan sebezhetővé teszi a gazdaságot a külföldi hitelekre való erőteljes támaszkodás is.
2013 júniusában országszerte tüntetések törtek ki az AKP kormányzása ellen, melyet azonban a kormány sikeresen levert. 2014 augusztusában Erdoğan megnyerte az első közvetlen elnökválasztást, így három miniszterelnöki ciklust követően Törökország elnöke lett.
2016. július 15-én katonák egy csoportja puccsot kísérelt meg a kormány ellen, ami kudarcba fulladt. Az eseményt követően Törökországban rendkívüli állapotot hirdettek ki, melynek keretében tisztogatások kezdődtek a hadseregben, az állami intézményekben, leváltottak több ezer ügyészt és bírót, akinek jelentős részét le is tartóztatták, továbbá 21 000 tanár engedélyét vonták vissza. Az egyetemi oktatóktól megvonták a külföldre utazás lehetőségét.
A 2017. április 16-ai népszavazás a köztársasági- és a miniszterelnöki tisztség összevonásáról további lehetőséget adott Erdoğan számára a hatalmának erősítéséhez.

#### Az Ergenekon-ügy
2007-ben napvilágra került egy olyan politikai összeesküvés terve, mely azóta is foglalkoztatja a sajtót. Az Ergenekon név egy titkosnak vélt csoportosulás elnevezése, akiket azzal vádolnak, hogy gyilkosságot terveztek több magas rangú politikus és közéleti személyiség ellen, illetve hogy a kormány megdöntésére készültek katonai puccsal. Több mint 150 magas rangú katonatisztet, politikust, újságírót és másokat helyeztek vád alá. Az Ergenekon mint szervezet létezéséről a titkosszolgálat 2001-ben szerzett tudomást, amikor a rendőrség letartóztatott egy Tuncay Güney nevű férfit, akit titkos szervezkedéssel vádoltak. A vád szerint a csoportosulás célja, hogy káoszba sodorja Törökországot, ezzel előkészítve a terepet egy újabb katonai hatalomátvételhez.

## A kurd és az örmény kérdés

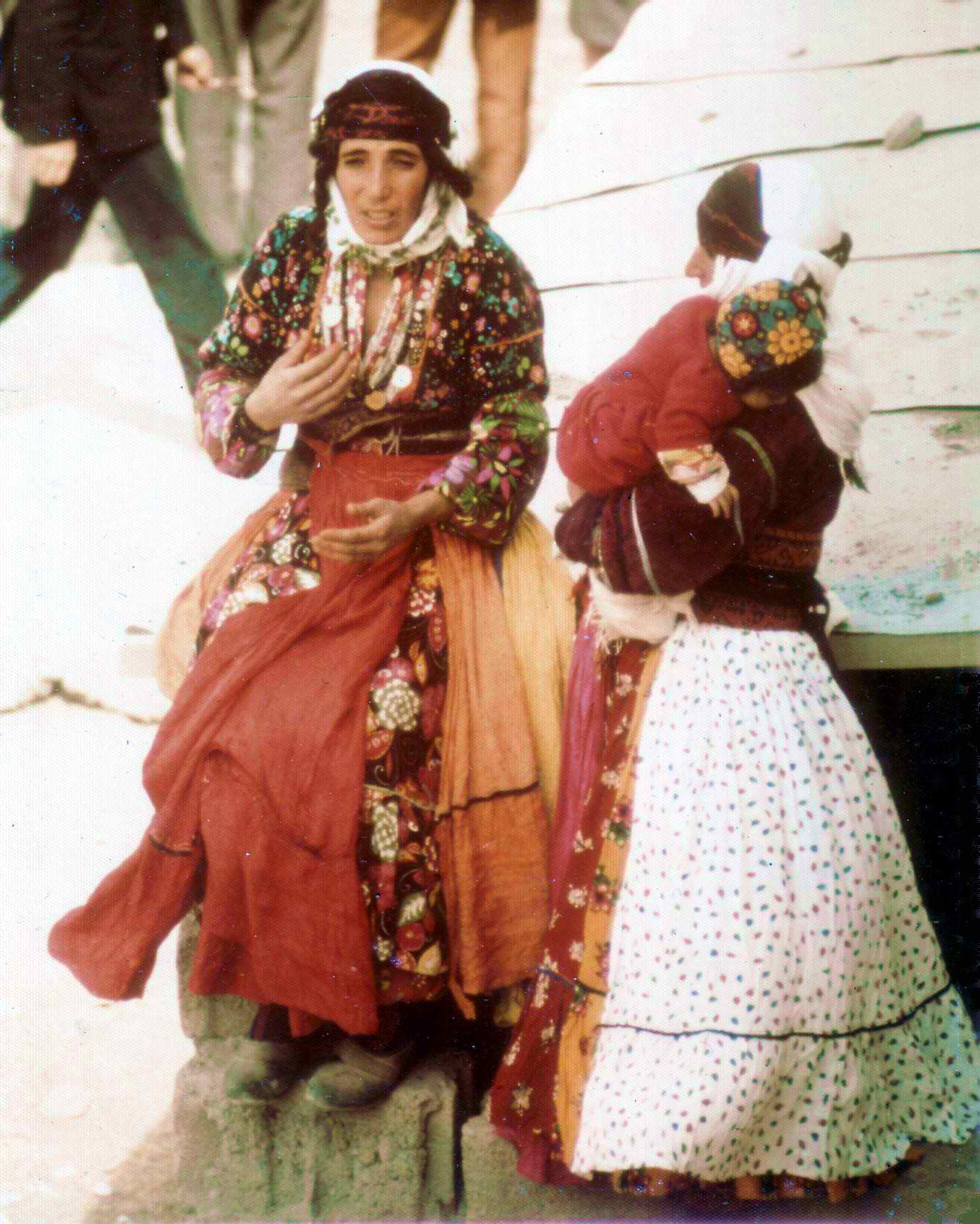
Kurd nők a törökországi Van tartományban, 1973

### A kurdok helyzete
A kurdok Törökország legnagyobb lélekszámú kisebbsége, számukat 11–15 millióra becsülik. Az eredetileg törzsi formában élő kurdok az oszmánok alatt sem élveztek önállóságot, az első világháborút lezáró sèvres-i békeszerződés azonban felvillantotta a kurdok előtt a saját Kurdisztán megteremtésének lehetőségét. Amikor a törökországi határokat véglegesítő lausanne-i békeszerződést aláírták, a kurd követeléseket figyelmen kívül hagyták, így a kurdok elkezdtek fellázadni, a fiatal köztársaságnak több felkelést is le kellett vernie, és szigorú intézkedések megtételére kényszerültek. Bezárták a kurd iskolákat, megtiltották a kurd nyelv használatát, a hadsereg „tisztogató” hadjáratokat indított a kurdok lakta területeken. 1978-ban Abdullah Öcalan megalapította a PKK nevű kurd pártot, ami független kurd állam létrejöttéért kezdett el harcolni, Diyarbakır fővárossal. A PKK rendszeresen indított terroristaakciókat török célpontok ellen. 1979-ben Öcalan Szíriába menekült, ahol kiképzőtáborokat hozott létre. A PKK kábítószer-csempészetből és a Nyugat-Európában élő kurdoktól származó pénzekkel fegyverezte fel az embereit. 1999-ig több mint 5000 török katona, rendőr és civil halt meg a támadásokban, a PKK lerombolt 2000 civil épületet, 250 iskolát és 50 egészségügyi épületet. 1999-ben Öcalant török katonai kommandó rabolta el és vitte Kenyából Törökországba, és a bíróság halálra ítélte. 2002-ben azonban eltörölték a halálbüntetést, így Öcalan ítéletét életfogytiglanra változtatták. Az Európai Unió felvette a PKK-t a terroristaszervezetek listájára. Az AKP vezette török kormány 2002 után megpróbált javítani a kurdok helyzetén, így például újra engedélyezték a kurd nyelvhasználatot, 2009-ben pedig bejelentették, hogy tárgyalóasztalhoz ülnek a kurdokkal.
A 2016-os törökországi katonai puccskísérlet utáni megtorló intézkedések a kurd lakosság helyzetének további romlását eredményezték.

### Az örmény kérdés

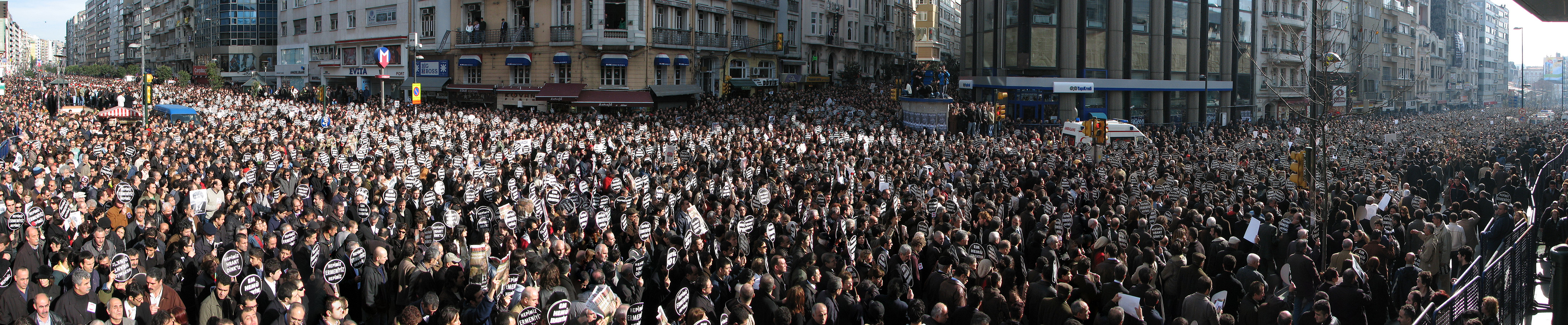
Hrant Dink meggyilkolt örmény újságíró temetésére összegyült tömeg tüntető transzparensekkel

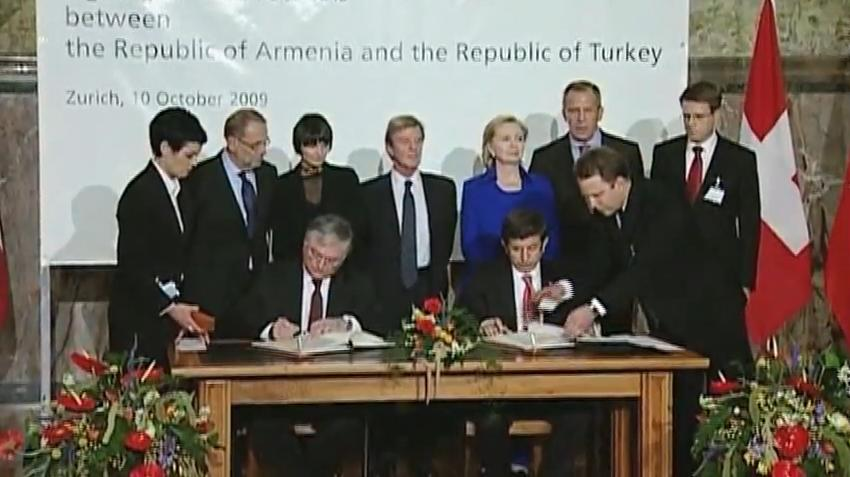
A zürichi jegyzőkönyv aláírása. Ratifikálásra nem került sor

Az 1915 és 1917 között, az ifjútörökök által az örmények sérelmére elkövetett, több ország által népirtásnak elismert mészárlások évtizedek óta meghatározzák a török–örmény kapcsolatokat. A török kormány nem ismeri el az események népirtás voltát. Az áldozatok számáról megoszlik a vélemény, az örmények szerint másfél millióan, a törökök szerint 200–300 000-en, míg a tudományos körökben elfogadott nézet szerint 600–800 ezren vesztették életüket. Törökország sokáig elzárkózott az örmény kérdés megvitatásától, 2005-ben még a később Nobel-díjat kapott Orhan Pamuk írót is perbe fogták a népirtással kapcsolatban tett kijelentései miatt, az eljárást később azonban megszüntették. Az Agos nevű török-örmény nyelvű lap újságíróját, Hrant Dinket életveszélyesen megfenyegették, amikor azt írta, hogy Atatürk fogadott lánya, Sabiha Gökçen örmény származású volt. Az újságírót 2007 januárjában egy nacionalista diák két pisztolylövéssel megölte. A török tudományos élet képviselői áttörésként értelmezték, hogy 2005 őszén nemzetközi tudományos konferenciát rendezhettek Isztambulban az örmény népirtásról, igaz az eseményt többször el kellett halasztani, és végig heves nacionalista tüntetések övezték. Törökország kormánya megpróbál nyitni Örményország felé, ennek egyik jeleként 2008 szeptemberében Abdullah Gül lett az első török kormányfő, aki örmény földre lépett, az örmény és a török labdarúgó-válogatott mérkőzésének alkalmából. 2009-ben a két ország megállapodást írt alá (zürichi jegyzőkönyv), mely alkalmat adott volna a diplomáciai kapcsolatok felvételére és a határ újbóli megnyitására, azonban a ratifikálást mindkét oldalon nacionalisták akadályozták meg.

## Európai Unió
Törökország formálisan 1987-ben nyújtotta be csatlakozási kérelmét az Európai Közösséghez. Törökország 1963 óta társult tagja az Európai Uniónak ('63-ban még az Európai Gazdasági Közösséggel lépett ilyen kapcsolatra, melyből az Európai Közösség, majd az EU lett), illetve 1949 óta tagja az Európa Tanácsnak. Alapítása óta tagja az 1961-ben létrehozott Gazdasági Együttműködési és Fejlesztési Szervezetnek (OECD) illetve alapító tagja 1973-ban létrehozott Európai Biztonsági és Együttműködési Szervezetnek (OSCE). 1992 óta társult tagja a Nyugat-európai Uniónak, 1995-ben pedig vámunióra lépett az EU-val. Az Unió Törökország csatlakozási kérelmét 1999. december 14-én, az Európai Tanács Helsinkiben tartott soros értekezletén „ismerte el” hivatalosan. A tárgyalások 2005. október 3-án kezdődtek. Habár az EU szerint a csatlakozási tárgyalások legalább 15 évig tartanak még, 2007-ben Ankara 2013-at tűzte ki maga elé a csatlakozási feltételek teljesítésére. Előrelépés azonban 2017-ig nem történt.